# Nettoeksport
Et lands nettoeksport er lig med værdien af landets samlede eksport minus dets samlede import. Begrebet optræder som et vigtigt element i forsyningsbalancen, hvor det ofte optræder som det fjerde element, der tilsammen repræsenterer økonomiens samlede efterspørgsel og dermed udgør BNP. De øvrige tre elementer er det private forbrug, det offentlige forbrug og investeringerne.
Mens eksport og import hver for sig altid er positive beløb og i en lille åben økonomi som Danmarks kan udgøre omkring halvdelen af BNP, kan den samlede nettoeksport sagtens være negativ, hvilket den er for mange lande. Under alle omstændigheder vil den ofte kun udgøre nogle få % af BNP.
Nettoeksporten er også lig med overskuddet på vare- og tjenestebalancen. Begrebet forkortes i økonomiske opstillinger og modeller ofte som NX.
Nettoeksporten udgør en væsentlig komponent i betalingsbalancen. Udover saldoen på vare- og tjenestebalancen, altså nettoeksporten, består betalingsbalancens løbende poster af (netto)løn- og formueindkomst plus løbende (netto)overførsler fra udlandet.